# Senta Eulàlia de Pueimangor
Senta Eulàlia (en francès Saint-Aulaye) és un municipi francès situat al departament de la Dordonya i a la regió de la Nova Aquitània.

## Demografia
| 1962                                       | 1968  | 1975  | 1982  | 1990  | 1999  | 2007  |
| ------------------------------------------ | ----- | ----- | ----- | ----- | ----- | ----- |
| 1.356                                      | 1.379 | 1.398 | 1.524 | 1.531 | 1.397 | 1.359 |
| Des de 1962: població sense dobles comptes |       |       |       |       |       |       |

## Administració
| Període   | Identitat             | Partit |
| --------- | --------------------- | ------ |
| 1971-1989 | Rémy Robin            |        |
| 1989-2008 | Pierre-Claude Laviale | UDF    |
| 2008-     | Yannick Lagrenaudie   | PS     |